# Magdalena Eriksson
Magdalena Eriksson (n. 8 septembrie 1993, Skarpnäcks församling⁠(d), Comitatul Stockholm, Suedia) este o fotbalistă suedeză, medaliată olimpică. A participat la 2 ediții ale Jocurilor Olimpice (2016, 2020) în care a câștigat o medalie de argint.